# Дебед (футбольный клуб)
Футбольный клуб «Дебе́д» (арм. Ֆուտբոլային Ակումբ „Դեբեդ“ Ալավերդի) — армянский футбольный клуб из города Алаверди, основанный в 1938 году. До 1990 года назывался «Локомотив». Клуб провёл лишь один сезон в чемпионате Армении сезона 1992 года. Итоговое 23-е место опускало команду в первую лигу, где она должна была проводить следующий сезон. Однако до начала соревнований клуб был снят с розыгрыша и расформирован.
В сезоне 1990 года играл во второй низшей лиге СССР, занял последнее 22-е место во 2-й зоне.

## Результаты выступлений

### Крупнейшие победы и поражения
Самые крупные победы:
В чемпионате Армении:
- «Дебед» — «Динамо» Егвард — 4:0 (1992 год)

Самые крупные поражения:
В чемпионате Армении:
- «Дебед» — «Ширак» Гюмри — 0:9 (1992 год)
- «Дебед» — «Киликия» Ереван — 0:9 (1992 год)

В кубке Армении:
- «Дебед» — «Лори» Ванадзор — 1:7 (1992 год)

Самая результативная ничья:
В чемпионате Армении:
- «Дебед» — «Лори» Ванадзор — 3:3 (1992 год)
- «Дебед» — «Малатия» Ереван — 3:3 (1992 год)
- «Дебед» — «Ниг» Апаран — 3:3 (1992 год)

Самые результативный матч:
В чемпионате Армении:
- «Дебед» — «КанАЗ» Ереван — 3:7 (1992 год)

В кубке Армении:
- «Дебед» — «Лори» Ванадзор — 1:7 (1992 год)

## Главные тренеры клуба
- Георгий Оганян (1992)